# Třetí bitva o Charkov
Třetí bitva o Charkov byla jedna z bitev druhé světové války. Po sovětském vítězství u Stalingradu v únoru 1943 byla německá armáda na jižním úseku fronty a v celém Sovětském svazu otřesena a donucena ustoupit. Jednotky německých armád byly v oblasti Donu a Kalače vystaveny silným útokům Rudé armády. Hrozilo závažné nebezpečí, že síly v sektoru stepí na západ od Stalingradu budou vzaty do ohromných kleští a bude vytvořen "superstalingrad". Bitva byla posledním velkým vítězstvím Němců na východní frontě.

## Mansteinova ofenzíva
Vrchním velitelem německých armád v prostoru jižní fronty byl polní maršál Erich von Manstein. Je považován za jednoho z nejbrilantnějších německých vojevůdců v průběhu druhé světové války. 
V závěru roku 1942 byl jmenován velitelem Skupiny armád Don, posléze přejmenovanou na Skupiny armád Jih. Jeho prvním úkolem bylo zastavení ofenzivy Rudé armády a vyproštění 6. armády, obklíčené v prostoru Stalingradu. Toho však oslabená jižní část německé fronty nebyla schopná a dostala se jen do vzdálenosti 50 km od Stalingradu, ale čerstvé ruské síly je posléze definitivně vrhly zpět. Maršál Manstein řídil po porážce u Stalingradu ústupové boje německých armád. Sovětské velení doufalo, že má nad nepřítelem velkou převahu a zahájilo ofenzívu s cílem zničit německé jednotky v celé šíři jižní fronty.

## Průběh
Sovětské jednotky pod velením maršálů Golikova  a  Vatutina zahájily útok směrem přes Charkov (město bylo významné průmyslové a dopravní centrum)  s cílem definitivně porazit útvary německé Skupiny armád Jih. Německá obrana se zhroutila a v poledne 16. února bylo město pevně v rukou Rudé armády. Kromě Charkova byl osvobozen Bělgorod, Kursk a také Vorošilovgrad a Izjum.  Maršál Manstein po ústupu Wehrmachtu z Charkova využil toho, že sovětské velení postupovalo bez dostatečných zásob paliva a munice, bez letecké podpory a nechalo si nezajištěné zadní linie. Wehrmacht obklíčil a porazil obrněné formace Rudé armády jižně od Charkova. To umožnilo obnovit ofenzivu proti vlastnímu městu Charkov. Manstein těžil z masivní vzdušné podpory Luftflotte 4 polního maršála Wolfram von Richthofena, jehož 1 214 letounů provedlo od 20. února do 15. března více než 1 000 bojových letů denně na podporu německé armády, což je úroveň vzdušné síly, jakou měla jen o rok dříve během Operace Blau.  Útok 2. tankového sboru SS začal 11. března 1943.
Na zastavení německého postupu v úseku sovětského Jihozápadního frontu byly nasazeny všechny dostupné jednotky včetně nově vytvořeného 1. československého samostatného polního praporu (nasazeného v rámci sovětské 25. střelecké divize). Československé jednotky v bitvě u Sokolova na čas zastavily německý postup na nejkratším směru na Charkov, ale podobně jako ostatní jednotky byly později nuceny ustoupit, aby se vyhnuly obklíčení. Německá armáda nejen zastavila sovětský postup, ale nakonec dobyla zpět města Bělgorod a Charkov. 15. března byl Charkov silami divizí SS Leibstandarte Adolf Hitler a Das Reich obsazen, poté 18. března padl Bělgorod do německých rukou. Proto se také tato operace nazývá Třetí bitva o Charkov.
V průběhu bojů byly zničeny tři sovětské armády a jeden obrněný sbor, tj. 52 divizí, přes 86 tisíc vojáků, z nichž 45 219 bylo zabito a pohřešováno. Obnovení sil v tomto úseku trvalo Rudé armádě až do července 1943. Německé ztráty je obtížnější určit, ale například u úderných jednotek 2. tankového sboru SS činily přibližně 44%. Nejde však o přesné určení německých ztrát, protože jednotky SS, jakožto nejfanatičtější, byly nasazeny v částech, kde se očekávaly zvláště obtížné boje. Celková bilance německých ztrát se odhaduje na cca 10 tisíc až 12 tisíc vojáků.

## Výsledek
Z taktického hlediska dosáhl Manstein stabilizace jižního úseku fronty až do léta 1943, kdy byly německé armády znovu poraženy v bitvě u Kurska.
Mansteinova ofenzíva byla příkladem toho, jak lze úspěšně vést protiútok proti roztaženým silám protivníka. Stejně jako dříve Němci doplatili v roce 1941 na překročení vlastních možností zejména v logistice při Operaci Tajfun, tak i  Rudá armáda se nechala vtáhnout hluboko na území východní Ukrajiny, aniž by byla schopna úměrně tomu zajistit zabezpečení vlastních armád. Bylo to selhání sovětských vojsk a zároveň podcenění sil protivníka, v důsledku čehož musela Rudá armáda znovu opustit velká města osvobozená od Němců a ustoupit zpět o 100–150 km. Maršál Golikov byl odvelen z fronty k administrativní práci v Moskvě a nastoupil do funkce náměstka komisaře pro obranu pověřeného kádrovou prací. Pro kremelské stratégy znamenala  tato bitva pověstný "kýbl ledové vody". Hlavní stan vrchního velení přestal dávat Rudé armádě vysněné a nereálné úkoly a již neočekával, že úspěšná realizace jedné strategické operace přinese vítězné zakončení války, což byla myšlenka dvou zimních ofenziv 1941/42 a 1942/43. Podrobný rozbor charkovské porážky umožnil zlepšit strukturu Rudé armády. Vznikly jednotypové tankové armády, které již nepřipomínaly své předchůdce z roku 1942. Nebyla v nich míchána klasická pěchota a hipomobilní dělostřelectvo s rychlými jednotkami. Již během letního a podzimního tažení roku 1943 přinesly provedené změny vynikající výsledky.
Němci přes vítězství v bitvě nedokázali nahradit ztráty tak rychle jako Rusové a postupem času se výhoda v podobě vojáků a materiálu nakláněla stále více na sovětskou stranu. Po bitvě o Charkov mohli Němci počítat pouze s klidem na frontě, ale aby dosáhli něčeho více, potřebovali další rozhodné vítězství. Pokus v Kurském oblouku skončil porážkou německé armády a umožnil Rusům převzít iniciativu, které se nevzdali až do konce války.

## Jednotky účastnící se jarní ofenzívy na straně Německa

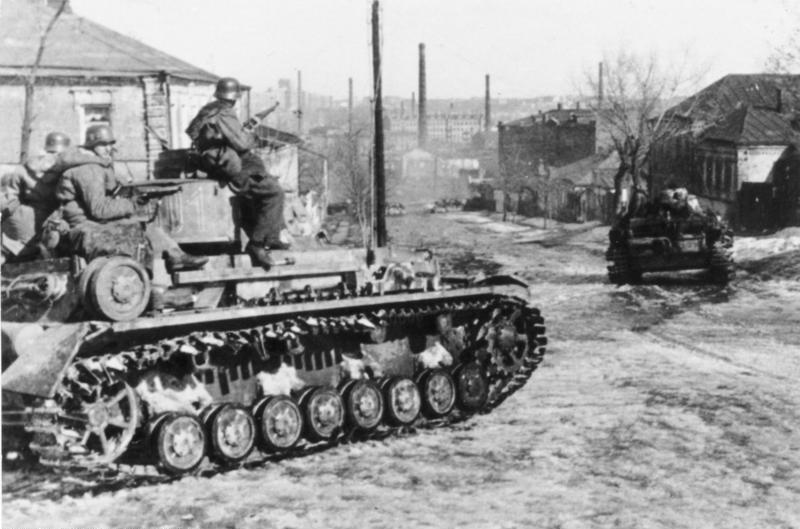
Německý tank Panzer IV. v "ulicích" Charkova

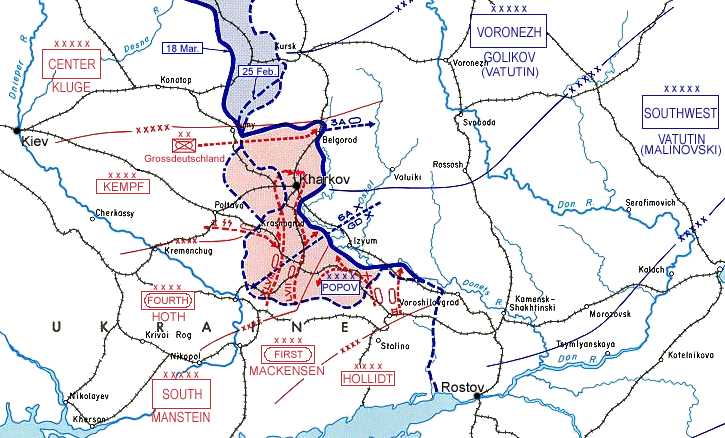
Mapa bojů u Charkova

Skupina armád Jih - Erich von Manstein
- 6. armáda - Karl Hollidt, tato armáda přímo do Mansteinova protiútoku nezasáhla.
- Kempfova armádní skupina - Werner Kempf
  - Rausův armádní sbor - Erhard Raus
  - Divize tankových granátníků Grossdeutschland - Walter Hörnlein
- 1. tanková armáda - Eberhard von Mackensen
  - III. tankový sbor - Hermann Breith
  - XXX. armádní sbor - Maximilian Fretter-Pico
  - XL. tankový sbor - Gotthard Heinrici
- 4. tanková armáda - Hermann Hoth
  - XLVIII. tankový sbor - Otto von Knobelsdorff
  - LVII. tankový sbor - Friedrich Kirchner
  - Tankový sbor SS - Paul Hausser
- 4. letecká armáda - Wolfram von Richthofen